# Antero Voutilainen
Antero Voutilainen, född 6 januari 1914 i Lapinlax, död 30 augusti 1998 i Esbo, var en finländsk radiolog.
Voutilainen blev medicine och kirurgie doktor 1954. Han verkade som kommunalläkare 1946–1950 och som universitetslärare i Helsingfors och Uleåborg. Han var 1966–1977 professor i onkologi och strålbehandling vid Åbo universitet.
Voutilainen var speciellt intresserad av den medicinska användningen av radioaktiva isotoper och en av pionjärerna på detta område i Finland. Under hans ledning expanderade isotopavdelningen vid Åbo universitets centralsjukhus och utvecklades till dagens moderna PET-laboratorium.